# ماراتيا
ماراتيا (بالإيطالية: Maratea)‏ هي بلدية في مقاطعة بوتنسا في إقليم بازيليكاتا الإيطالي.

## السكان
في سنة 1861 بلغ عدد السكان 5٬623 نسمة، وتطور العدد ليصل في سنة 2011 لـ 5٬150 نسمة.
يظهر هذا المخطط البياني تطور النمو السكاني لـ ماراتيا

## توأمة
لماراتيا اتفاقيات توأمة مع كل من:
- بولسانو
- تشنتو
- كاروسينو
- أفيترانا